# Sierra del Cambrón
Sierra del Cambrón är en ås i Spanien. Den ligger i den centrala delen av landet, 220 km söder om huvudstaden Madrid.